# Violazione del codice morale
Violazione del codice morale (Money on the Side) è un film per la televisione del 1982 diretto da Robert L. Collins.
È un film drammatico statunitense con Karen Valentine, Jamie Lee Curtis e Linda Purl nel ruolo di tre donne che per bisogno di danaro diventano prostitute e lavorano per la signora Karen Gordon (Susan Flannery).

## Produzione
Il film, diretto da Robert L. Collins su una sceneggiatura di Robert L. Collins e Eugene Price con il soggetto di Morton S. Fine, fu prodotto da Hal Landers per la Columbia Pictures Television e la Green/Epstein Productions.

## Distribuzione
Il film fu trasmesso negli Stati Uniti il 29 settembre 1982 con il titolo Money on the Side sulla rete televisiva ABC.
Altre distribuzioni:
- in Polonia (Amatorki)
- in Finlandia (Raha ratkaisee)
- in Grecia (Vromika hrimata)
- in Italia (Violazione del codice morale)